# William Medina
Pour les articles homonymes, voir Medina.
William Medina, né le 10 avril 1968, est un judoka colombien.

## Carrière
William Medina remporte la médaille de bronze dans la catégorie des moins de 86 kg aux Jeux panaméricains de 1987 à Indianapolis.
Il dispute le tournoi des moins de 86 kg des Jeux olympiques d'été de 1988 à Séoul ; il est éliminé en seizièmes de finale par l'Algérien Riad Chibani.